# Kevin Friesenbichler
Kevin Friesenbichler (Weiz, 6 maggio 1994) è un calciatore austriaco, attaccante del Wildon.

## Carriera

### Nazionale
Nel 2013 ha esordito con la nazionale Under-21 austriaca.

## Palmarès
- Fußball-Regionalliga: 1

Bayern Monaco II: 2013-2014 (girone Baviera)